# عمر الشرايبي
عمر الشرايبي (مواليد 22 أبريل 1961) هو مخرج أفلام مغربي. من بين أفلامه فيلم رحمة.

## مسيرته
درس الأدب في الدار البيضاء والتصوير في بلجيكا. نال على شهادة الماستر في فرنسا في علوم وتقنيّات الاتصال في غرينوبل، ثمّ حاز على شهادة في علوم السينما المتقدّمة في فرنسا، وتدرّب في معهد الفيميس. بدأ العمل كمساعد مخرج لعدّة صانعي أفلام مهمّين قبل أن يُخرج ثلاثة افلام قصيرة هي: «لعبة القدر» سنة 1993، و«نور» سنة 1995، و«فابولا» سنة 1996، ثم أفلام طويلة مثل السر المطروز سنة 2001. 

## أعماله
- 2001: السر المطروز
- 2003: رحمة
- 2007: حديث اليد والكتان

## روابط خارجية
- عمر الشرايبي على موقع IMDb (الإنجليزية)